# Acacia tropica
Acacia tropica — вид квіткових рослин з родини бобових. Ареал: Австралія (Північна територія, Квінсленд).

## Середовище
Зазвичай зустрічається вздовж струмків та річок, а також біля підніжжя піщаних пагорбів, зростаючи на глибоких піщаних ґрунтах у чагарникових угрупованнях, часто асоціюючись з Melaleuca viridiflora.

## Біоморфологічна характеристика
Дерево або високий кущ зазвичай виростає до висоти від 3 до 8 метрів і має рідко розташовані хвилясті гілочки. Має гладку кору від червоно-коричневого до сіро-коричневого кольору, яка з віком стає волокнистою. Вічнозелені вузькоеліптичні або еліптичні філодії прямі, у довжину від 9 до 16 см і вшир від 13 до 41 мм, мають від двох до чотирьох виступаючих жилок. Цвіте з червня по серпень, утворюючи квіткові колоси завдовжки від 3 до 5,5 см, щільно упаковані яскраво-жовтими квітками.